# Leština (Slapsko)
Leština (německy Leschtina) je malá vesnice, část obce Slapsko v okrese Tábor v Jihočeském kraji. Nachází se asi jeden kilometr západně od Slapska. Je zde evidováno 11 adres. V roce 2011 zde trvale žilo šestnáct obyvatel.
Leština leží v katastrálním území Slapsko o výměře 6,54 km². K území patří také samota Sítiny, dříve Sitiny, na hranici se Středočeským krajem, na níž stály domky č. 20, č. 21 (na stavební parcele 24 k.ú. Slapsko)

## Historie
První písemná zmínka o vesnici pochází z roku 1395.

## Obyvatelstvo
| Rok            | 1869 | 1880 | 1890 | 1900 | 1910 | 1921 | 1930 | 1950 | 1961 | 1970 | 1980 | 1991 | 2001 | 2011 | 2021 |
| -------------- | ---- | ---- | ---- | ---- | ---- | ---- | ---- | ---- | ---- | ---- | ---- | ---- | ---- | ---- | ---- |
| Počet obyvatel | 84   | 89   | 75   | 76   | 64   | 63   | 42   | 40   | 37   | 32   | 11   | 10   | 17   | 16   | 16   |
| Počet domů     | 13   | 11   | 12   | 10   | 10   | 10   | 11   | 10   | 8    | 8    | 4    | 9    | 7    | 7    | 11   |

## Obecní správa
Při sčítání lidu v letech 1850–1960 Leština byla osadou obce Vrcholtovice, se kterým patřil nejprve do okresu Tábor, ale v roce 1950 v okrese Votice. V letech 1961–1974 byla částí obce Slapsko v okrese Tábor. Od 1. ledna 1975 do 23. listopadu 1990 byla částí obce Oldřichov v okrese Tábor. Od 24. listopadu 1990 je opět částí obce Slapsko v okrese Tábor.